# Тело без органов
Тело без органов — одно из основных понятий философии Жиля Делёза, которое он ввел в 1969 году в своей работе «Логика смысла», но широкое признание в этом качестве оно приобрело после совместных с Феликсом Гваттари работ «Анти-Эдип» и «Тысяча плато».
Это понятие Делёз позаимствовал у Антонена Арто из его радиопостановки «Pour en finir avec le Jugement de Dieu» («Покончить с Божьим судом») 1947 года.
Изначально в работе Делёза тело без органов указывало на «виртуальное» измерение тела. У Делёза и Гваттари любое «актуальное» тело имеет или выражает набор черт, навыков, движений, аффектов и так далее. Но у каждого «актуального» тела есть также и «виртуальное» измерение — обширный запас потенциальных черт, отношений, аффектов, движений и т. д. Этот источник возможностей Делёз и назвал телом без органов. «Сделать себя телом без органов», следовательно, значит экспериментировать с собой, чтобы выводить или активировать такие виртуальные возможности. Эти возможности, в основном, активируются (или «актуализируются») посредством связи с другими телами (или телами без органов), что Делёз назвал «становлениями».
Делёз и Гваттари также расширительно трактовали понятие тела без органов, указывая на виртуальное измерение реальности вообще (что они чаще называли «планом консистенции» или «планом имманентности»). Такое тело без органов пронизано неоформленной и нестабильной материей, потоками во всех направлениях, неограниченными интенсивностями или номадическими сингулярностями, безумными или эфемерными частицами (Тысяча плато). То есть, обычно мы полагаем наш мир состоящим из относительно стабильных сущностей (тел или бытия). На самом деле эти тела состоят из множества потоков, движущихся с разными скоростями. Именно этот жидкообразный субстрат Делёз и назвал телом без органов в общем смысле.

## Раннее употребление
Термин впервые был использован в радио постановке Антонена Арто «Покончить с Божьим судом» (англ. To Have Done with the Judgment of God) 1947.
«Когда вы сделали его телом без органов, тогда вы избавили его от всех его автоматических реакций и вернули его к настоящей свободе».
Делёз впервые упоминает выражение в 13 главе «Логики смысла» — «Шизофреник и маленькая девочка», в которой противопоставляются два обособленных и периферийных способа взаимодействия в мире. Маленькая девочка (Алиса) исследует мир «поверхностей»: изменяющуюся область социальных феноменов и бессмысленных слов, которые, тем не менее, функционируют. Шизофреник (представитель которого Арто) — наоборот исследует «глубины», совершенно отвергает «поверхности» и вместо этого возвращается к телу.
Для Шизофреника слова сжимаются и становятся не бессмыслицей, а телами, которые производят и слышат их. Делёз обращается к «новому измерению шизофреничного тела, организму без частей, который функционирует только благодаря инсуффляции, дыханию, испарению и циркулированию жидкости (высшее тело или тело без органов Антонена Арто)». Это тело также описывают, как «вой», разговор на «языке без артикуляции», который имеет больше общего с первобытным актом извлечения звука, чем с произнесением определенных слов.

## Капитализм и шизофрения
Согласно Делёзу и Гваттари, термин описывает недифференцированную неиерархическую область, которая лежит глубже, чем мир внешних проявлений. Она относится к первоначальному слову, описанному в мифологии многих культур. Делёз и Гваттари часто используют пример яйца догонов, основанный, в первую очередь, на антропологических докладах Марселя Гриоля. Описывая догонскую историю космического начала, Гриоль пишет:
Эти изначальные движения описываются в яйцевидной форме- «яйце мира» (aduno tal) — в основе которого лежат уже дифференцированые зародыши вещей; в результате спирального движения и расширения зародыши развиваются сначала в семи сегментах и увеличиваются в длине, демонстрируя семь фундаментальных семян, которые должны быть найдены также и в человеческом теле […]
Согласно Гриолю, основные образцы организации внутри яйца проявляются во всех областях жизни догонов: родовые структуры, строение деревни, понимание тела, и так далее. Метафора яйца помогает предположить будущие гестации формации и потенциал формирования многих реальностей одинакового происхождения.

### Анти-Эдип
Анти-Эдип — это первая часть двухтомника «Капитализм и шизофрения».

В Анти-Эдипе Делёз и Гваттари расширяют понятие тела без органов путем сравнения его реального потенциала с потенциалом яйца:
Тело без органов является яйцом: оно испещрено осями и порогами с широтами и долготами и геодезическими линиями, пересеченными градиентами, обозначающими переходы и становления субъекта, который развивается по этим конкретным векторам.
Для Делёза и Гваттари, каждое фактическое тело имеет ограниченный набор признаков, привычек, движений, влияний и т. д. Но каждое фактическое тело также имеет виртуальное измерение: огромный резервуар потенциальных признаков, связей, влияний, движений и т. д. Этот набор потенциалов - это то, что Делёз называет ТбО. Идеальное тело без органов- это «шизофрения в качестве клинического объекта», это падение интенсивности является средством блокирования всех влияний реальности, «непродуктивным, стерильным, бесплодным, непотребляемым».
В отличие от других социальных механизмов, таких как Тело Земли, Тело деспота или Тело капитала, идеальное тело без органов не может описывать другие тела. Тело без органов - это ни «оригинальная изначальная сущность» (доказательство изначального небытия), ни то, что осталось от утраченной совокупности, но является «последним остатком от детерриториализации социума». Оно необходимо для того, чтобы «сделать себя телом без органов», а затем активно экспериментировать над самим собой, чтобы вытянуть и активировать виртуальные потенциалы. Эти потенциалы в основном активируются (или «актуализируется») через союзы с другими телами (или ТбО), что Делёз называет «становлениями.»
Делёз и Гваттари используют термин ТбО в широком смысле этого слова для обозначения виртуального измерения реальности в целом (что они все чаще называют «план консистенции» или «плоскость имманентности»). В этом смысле они говорят о ТбО «земли». «Земля», по их словам,- «это тело без органов. Это тело без органов пронизано неоформленными, неустойчивыми потоками, направленными во все стороны…». То есть, мы обычно думаем о том мире, который состоит из относительно стабильных сущностей. Но эти тела состоят из множеств потоков, движущихся с различной скоростью (скалы и горы, как медленно движущиеся потоки, живые существа, как потоки биологического материала, язык как поток информации, слов и т. д.). Этот жидкий субстрат - это то, что Делёз называет ТбО в широком смысле.